# Desmond Harrington
Desmond Harrington (Savannah, 19 de outubro de 1976) é um ator norte-americano que ganhou fama através de filmes como The Hole, Wrong Turn e Navio Fantasma. Ele se juntou ao elenco do seriado Dexter na terceira temporada, interpretando o detetive Joey Quinn.

## Primeiros Passos
Desmond se mudou com a família de Savannah, Georgia para o Bronx aos 3 anos. Frequentou escola católica até que se graduou na Fordham Preparatory School, uma escola de ensino médio Jesuíta, tendo causado alguns problemas por ser hiperativo. Depois do ensino médio, ele frequentou o Manhattan College, mas foi expulso após somente 6 semanas. Depois disso, trabalhou em várias outras profissões antes de atuar, foi operário, paisagista, "cold coller" em uma corretora e bartender em Manhattan, onde um colega o convidou para frequentar um curso de teatro. Através da atuação, Desmond encontrou uma válvula de escape para sua veia hiperativa.
Seu primeiro papel foi o de Aulon na cine-biografia de Joana d'Arc de Luc Besson. Logo ele passou a ocupar importantes papéis em obras como O Buraco, Navio Fantasma e Pânico na Floresta. Atualmente interpreta o detetive Joey Quinn na série Dexter.

## Vida Atual
Harrington atualmente reside em Los Angeles num apartamento de um quarto com seu cão Etta.
Ainda é hiperativo, e frequentemente é chamado a atenção por isso.
Desmond tem uma rosa preta tatuada em seu braço direito e outra no seu braço esquerdo com o nome de sua avó, Maureen.
Em 16 de janeiro de 2011, Desmond e os colegas de elenco de Dexter estiveram presentes na 68ª Cerimônia de Entrega dos Prêmios Globo de Ouro 2011, a série e os atores Michael C. Hall e Julia Stiles foram indicados ao prêmio.

## Filmografia

### Cinema
| Ano  | Filme                                   | Papel                | Notas         |
| ---- | --------------------------------------- | -------------------- | ------------- |
| 1999 | The Messenger: The Story of Joan of Arc | Aulon                |               |
| 2000 | Boiler Room                             | JP Marlin Trainee    | não-creditado |
| 2000 | Massholes                               | Bing                 |               |
| 2000 | Drop Back Ten                           | Spanks Voley         |               |
| 2001 | Riding in Cars with Boys                | Bobby                |               |
| 2001 | The Hole                                | Mike Steel           |               |
| 2001 | My First Mister                         | Randy                |               |
| 2002 | Life Makes Sense If You're Famous       | Jay                  |               |
| 2002 | Navio Fantasma                          | Jack Ferriman        |               |
| 2002 | We Were Soldiers                        | Sp4 Bill Beck        |               |
| 2003 | Wrong Turn                              | Chris Flynn          |               |
| 2003 | Love Object                             | Kenneth Winslow      |               |
| 2004 | 3-Way                                   | Ralph Hagen          |               |
| 2006 | Taphephobia                             | Mike Hollister       |               |
| 2006 | Bottom's Up                             | Rusty #1             |               |
| 2007 | Fort Pit                                | Mike Sokeletski      |               |
| 2008 | Exit Speed                              | Sam Cutter           |               |
| 2008 | Blind Serenade                          | -------------------- | (curta)       |
| 2009 | TiMER                                   | Dan the Man          |               |
| 2009 | Life Is Hot in Cracktown                | Benny                |               |
| 2009 | Not Since You                           | Sam                  | completo      |
| 2016 | The Neon Demon                          | Jack                 |               |

### Televisão
| Ano       | Título                         | Papel                                      | Notas        |
| --------- | ------------------------------ | ------------------------------------------ | ------------ |
| 2002      | Taken                          | Jesse Keys - Adulto                        | 3 episódios  |
| 2003-2004 | Dragnet                        | Det. Jimmy McCarron / Det. Dexter McCarron | 10 episódios |
| 2006      | Law & Order: Criminal Intent   | Tim Rainey                                 | 1 episódio   |
| 2006      | Kidnapped                      | Kenneth Cantrell                           | 1 episódio   |
| 2006-2007 | Sons & Daughters               | Wylie Blake                                | 9 episódios  |
| 2007      | Rescue Me                      | Troy                                       | 8 episódios  |
| 2008-2013 | Dexter                         | Joey Quinn                                 | 36 episódios |
| 2009-2012 | Gossip Girl                    | Jack Bass                                  | 6 episódios  |
| 2012      | Batman - The Dark Knight Rises | --------------------                       | (curta)      |

## Prêmios
Malaga International Week of Fantastic Cinema (2004)
- Melhor Ator - Love Object